# Specjalistyczne Centrum Chirurgii Ogólnej i Onkologicznej
Specjalistyczne Centrum Chirurgii Ogólnej i Onkologicznej – krakowska klinika prywatna oferująca specjalistyczne konsultacje w zakresie diagnostyki oraz leczenia operacyjnego chorób nienowotworowych i nowotworowych żołądka, trzustki, wątroby, jelita grubego, pęcherzyka żółciowego, dróg żółciowych, jelita cienkiego, rozsiewów nowotworowych do jamy brzusznej.

## Informacje ogólne
Centrum Onkologiczne znajduje się w Krakowie przy ul. Grzegórzeckiej 49/2.

## Działalność
Krakowskie Specjalistyczne Centrum Chirurgii Ogólnej i Onkologicznej oferuje specjalistyczną pomoc w leczeniu szerokiej gamy schorzeń, w tym zmian nowotworowych (m.in. żołądka, trzustki, wątroby, jelita grubego, pęcherzyka żółciowego, dróg żółciowych, jelita cienkiego, rozsiewów nowotworowych do jamy brzusznej) oraz nienowotworowych (kamica żółciowa, przewlekłe zapalenie trzustki, zmiany torbielowate trzustki, polipy przewodu pokarmowego, choroba uchyłkowa i jej powikłania). Świadczone przez ośrodek usługi obejmują szybkie i precyzyjne konsultacje w dogodnych dla pacjentów terminach oraz specjalistyczne leczenie w oparciu o nowoczesne metody chirurgiczne.

## Specjaliści
Pomoc oferowana w Centrum Chirurgii oparta jest na najnowocześniejszej wiedzy z zakresu chirurgii, wciąż poszerzanej przez personel medyczny poprzez udział zarówno w krajowych, jak i zagranicznych stażach i szkoleniach. Zespół specjalistów ośrodka tworzą utytułowani lekarze z bogatym doświadczeniem zawodowym oraz imponującym dorobkiem w pracy naukowo-dydaktycznej, m.in.
Prof. dr hab. med. Jakub Kenig – specjalista chirurgii ogólnej i onkologicznej w Klinice Chirurgii Ogólnej, Onkologicznej, Gastroenterologicznej i Transplantologii I Katedry Chirurgii Ogólnej Uniwersytetu Jagiellońskiego Collegium Medicum, która mieści się w Szpitalu Uniwersyteckim w Krakowie. 
- Wykonuje operacje robotyczne (certyfikowany chirurg robotyczny - DaVinci), laparoskopowe oraz klasyczne z powodu nowotworowych i nienowotworowych chorób żołądka, jelita grubego i cienkiego, trzustki, wątroby, pęcherzyka żółciowego, dróg żółciowych, w szczególności w grupie osób starszych.
- Liczne szkolenia w ośrodkach krajowych oraz zagranicznych (Nowy Jork - USA, Heidelberg - Niemcy, Sankt Gallen - Szwajcaria, Drezno - Niemcy, Lund - Szwecja, Monachium - Niemcy, Muenster - Niemcy, Wiedeń -Austria) z zakresu chirurgii minimalni inwazyjnej górnego i dolnego odcinka przewodu pokarmowego, chirurgii onkologicznej trzustki, dróg żółciowych i wątroby, chirurgii ogólnej, technik endoskopowych w zakresie górnego oraz dolnego odcinka przewodu pokarmowego, ultrasonografii.

- Autor	kilkudziesięciu artykułów naukowych dotyczących chirurgii wieku podeszłego (chirurgii geriatrycznej)
- Członek:	Towarzystwa Chirurgów Polskich, Polskiego Towarzystwa Chirurgii Onkologicznej, European Association for Endoscopic	Surgery, European Society of Surgical Oncology, International Society of Geriatric Oncology[2].